# Racopilum leptocarpum
Racopilum leptocarpum là một loài rêu trong họ Racopilaceae. Loài này được Wilson mô tả khoa học đầu tiên năm 1854.